# Asciano Limited
Asciano Limited est une entreprise australienne qui faisait partie de l'indice S&P/ASX 50. Elle est issue en 2007 d'une scission de Toll Holdings.

## Historique
En juillet 2015,  Brookfield Asset Management fait une offre d'acquisition sur Asciano d'un montant de 6,8 milliards de dollars.